# Naruto: Uzumaki Chronicles 2
Naruto: Uzumaki Chronicles 2, in Giappone Naruto: Konoha Spirits, è un videogioco della serie Naruto, uscito il 16 novembre 2006 in Giappone come sequel di Naruto: Uzumaki Chronicles.

## Trama
Nel filmato introduttivo, si vedono, in penombra, un gruppo di marionette, guidato da tre individui che comandano una lucertola-marionetta, una coppia di marionette umanoidi che controllano l'acqua e il fuoco e un'ape-marionetta. I tre si accordano di trovare tutte le 5 Sfere dello Spirito, ognuna nascosta in uno dei 5 Grandi Paesi Ninja, per realizzare il grande sogno del clan degli Shirogane.
Il protagonista Naruto, di ritorno al Villaggio della Foglia da una missione, incontra Kankuro, in cerca del suo aiuto perché il Villaggio della Foglia è in pericolo. Una volta arrivati a Konoha, essi sconfiggono un'orda di nuovi nemici, le marionette anche grazie all'intervento Kakashi. Arriva subito dopo la lucertola-marionetta a minacciarli che, se non consegneranno la Sfera dello Spirito, distruggeranno il villaggio. Naruto, Kankuro e Kakashi riferiscono il fatto a Tsunade, e Kankuro spiega poi che le marionette avevano danneggiato gravemente gli altri 4 principali villaggi ninja, cioè quello della nebbia, della nuvola, della sabbia e della roccia. Kankuro dice anche che in ognuno dei 5 Paesi Ninja c'è una Sfera dello Spirito, e che riunire tutte le 5 sfere farà risvegliare il Grande Burattino, una marionetta gigante il cui potere è in grado di distruggere intere nazioni. La Sfera dello Spirito di Konoha è quindi l'ultimo obiettivo del clan Shirogane.
Qualche giorno dopo, Naruto, Sakura e Kakashi vengono inviati al villaggio Kisaragi per via di una richiesta d'aiuto. Quando la squadra arriva, scoprono che il villaggio è in fiamme, ma i tre riescono a far evacuare tutti gli abitanti del villaggio. Poi, dopo aver sconfitto i banditi che volevano invaderlo, incontrano la marionetta umanoide del fuoco, che sperava di poter trovare la Sfera dello Spirito. Una volta che la marionetta se ne va, Sakura ha un sospetto: durante l'attacco della Foglia, avevano usato delle marionette, ma qui c'erano dei banditi al loro servizio. Naruto e Sakura vanno poi con Neji al lago di Rakan, per distrarre il clan degli Shirogane con una Sfera falsa. Dopo aver sconfitto il capo dei banditi che volevano invadere la nave, essi incontrano la lucertola marionetta, che scopre che la sfera è un falso e che, come "ringraziamento", il Grande Burattino raderà al suolo tutti i villaggi.
Naruto, tornato al villaggio, riceve una missione da compiere assieme a Shikamaru e un paio di Shinobi della Sabbia. Una volta che Naruto e Shikamaru arrivano al punto d'incontro, nella foresta Sud, notano un Kankuro stranito, come se non volesse parlare, ma grazie all'intelligenza di Shikamaru, viene scoperto come impostore e sconfitto dai due Shinobi e in definitiva dal vero Kankuro. I tre, assieme a Temari, cercano di fermare i banditi, che però fuggono con la Sfera dello Spirito nel loro forte. Dopo essere tornati al villaggio, Naruto e Shikamaru ricevono un'altra missione da Tsunade, ossia recuperare dal forte la Sfera dello Spirito, affiancati di nuovo da Kankuro. Dopo un lungo viaggio, riescono ad arrivare alla stanza dove è custodita la Sfera dello Spirito e a sconfiggere tutte le marionette guardiane. Naruto ha poi un'idea: se anche solo una Sfera dello Spirito venisse distrutta, il Grande Burattino non andrebbe resuscitato, così, nonostante l'avvertimento di Shikamaru che la Sfera andrebbe prima analizzata, Naruto lancia un Rasengan, ma stranamente la Sfera vola e scompare, come fosse viva. Al ritorno al villaggio, Naruto viene sgridato da Tsunade, ma Shikamaru ribatte che se la Sfera dello Spirito viene distrutta, il Grande Burattino non potrà mai essere riportato più in vita, anche perché proteggere la Sfera con tutti i mezzi non sarebbe sufficiente. Tsunade, comunque, manda Naruto in una missione di punizione.
Qualche giorno dopo, Naruto, nella stanza di Tsunade, ode da Sakura che il capo dei banditi ha richiesto aiuto contro gli Shirogane, e verranno mandati in missione insieme a Rock Lee nel tempio di Hozan. Lì scoprono che dei banditi venuti con il capo, alcuni di loro sono stati corrotti dalle marionette. Dopo averli liberati, i tre incontrano Meno, una del Trio degli Shirogane e colei che comanda l'ape-marionetta, che fa esplodere il tempio per uccidere tutti quelli che sono lì dentro, ma i tre riescono a scappare. In seguito, Naruto incontra Shikamaru, che lo aspetta perché entrambi dovrebbero essere in una missione molto semplice: raccogliere i dati del clan Shirogane dal villaggio della Sabbia. I due vanno sul posto e scoprono da Gaara e da Temari che il clan Shirogane, molto debole e senza alcuna abilità ninja costruirono delle marionette molto potenti, facendo però ricorso agli esperimenti sugli umani per trasformarli in marionette. Dopo le tante guerre alle quali sopravvissero solo alcuni esponenti del clan, il loro segreto venne scoperto, e il clan subì una pesantissima sconfitta, tanto che di loro rimasero solo tre esponenti, quelli visti all'inizio della storia. Shikamaru, comunque, vuole ottenere altre informazioni dalla Sabbia, quindi Naruto parte da solo al Villaggio della Foglia. Ma arrivato lì, scopre che il villaggio è stato attaccato dalle marionette marciatrici. Naruto si unisce a Neji e Rock Lee, a cui si unisce anche Choji. In seguito la squadra si separa: Neji e Lee andranno da una parte, mentre Naruto e Choji dall'altra, ma incontreranno un altro del Trio degli Shirogane, Ibushi, che dopo aver evocato la sua lucertola marionetta, ingaggia una battaglia contro di loro. Dopo che intervengono Lee e Neji che avevano sconfitto quasi tutte le marionette del luogo, compito facilitato dall'alta concentrazione richiesta per controllare le marionette giganti, Ibushi, capendo che la partita è persa, si ritira.
Tempo dopo, Rock Lee riferisce a Naruto che la Sfera dello Spirito è stata ritrovata, in custodia alla Collina Masso, dove ora Kankuro sta lottando contro le marionette marciatrici. Proseguendo oltre, notano Meno che sta per rompere la barriera che protegge la Sfera dello Spirito. I tre riescono a sconfiggere l'ape-marionetta, e Meno scappa inseguita dai tre e dall'ANBU della Sabbia, e riesce a sfuggirgli. In seguito, mentre Naruto e Rock Lee si dirigono verso il villaggio della foglia, scoprono che un villaggio confinante è stato conquistato da un gruppo di marionette. Naruto e Rock Lee le sconfiggono e riferiscono l'intero accaduto a Tsunade, la quale manda Naruto con i maestri Kakashi e Gai Maito in una missione rischiosa per attaccare gli Shirogane: Naruto porterà la Sfera dello Spirito nella Foresta Est, dove almeno un membro degli Shirogane dovrebbe venire a prendere la Sfera, e a quel punto i ninja della Foglia lo attaccheranno. Lì, nella foresta, si trova il terzo superstite Shirogane, Gando, che con le sue due marionette giganti mette in difficoltà Naruto, mentre la marionetta di Meno ruba la Sfera. Tuttavia, Naruto, Kakashi e Gai sconfiggeranno le marionette, e poco dopo Gando muore per l sforzo eccessivo. Tornati al villaggio, Gai confessa che Rock Lee aveva promesso prima della missione che se avessero fallito avrebbe fatto 500 giri intorno al villaggio sulle sue stesse mani, ma quando Gai e Tsunade se ne vanno, Kakashi rivela che la Sfera che era stata rubata era un falso.
Giorni dopo, Naruto incontra Sakura, che gli dice che ha ricevuto una missione che dovrebbe svolgersi al Villaggio della Sabbia, più precisamente nella Cittadella della Sabbia. Naruto riesce a ottenere da Tsunade il permesso di partecipare anche lui alla missione, a patto che aiuti Sakura e i ninja della Sabbia a proteggere la Sfera dello Spirito. Naruto vi giunge e incontra Gaara, che gli dice che la tecnica per la distruzione della Sfera è quasi pronta. Sakura arriva, ma Gaara ha un sospetto, visto che Sakura era partita prima di Naruto e che la strada dalla Foglia alla Sabbia è tutta dritta. A un certo punto, un Jonin della Sabbia avverte che la cittadella è stata di nuovo attaccata dalle marionette, e Naruto, aiutato da Kankuro, dovrà raggiungere il castello per impedire l'attacco delle marionette. D'un tratto, Kankuro e Naruto origliano un dialogo tra Gaara e Sakura, dove il primo attacca la seconda. Naruto e Kankuro intervengono, e nonostante Sakura cerchi di far credere che la Sabbia sia un nemico, Naruto capisce che la voce di Sakura non sembra la stessa, così Meno è costretta a rivelarsi e a combattere con loro e richiama la sua ape marionetta che si riveleranno non una sola, ma tre. Meno viene però sconfitta, e dopo aver finto di confessare dov'è Sakura, fa rubare la Sfera e si autodistrugge, anche se Naruto, Kankuro e Gaara riescono a fuggire.
Giorni dopo, Naruto viene convocato nella stanza di Tsunade, che gli dice che andrà in missione con Shikamaru per fermare l'ultimo degli Shirogane, Ibushi. Dopo essere giunti al tempio, e poi alla prigione, scoprono che ci sono dei prigionieri a cui non è rimasto quasi più chakra, sorvegliati da Neji, e uno dei quali annuncia che Sakura si trova molto più avanti. Naruto, dopo varie peripezie, incontra Choji che sta sorvegliando un negozio, poi incontra Kakashi che sta individuando le mosse delle marionette marciatrici. Naruto e Kakashi proseguono, ma vedono Ibushi che ha tenuto Sakura in ostaggio: la macchina in cui è intrappolata Sakura le sta assorbendo tutto il chakra, che dovrebbe essere dato poi alla Sfera dello Spirito per far resuscitare il Grande Burattino. Per fermarli, Ibushi manda la sua marionetta lucertola, ma viene sconfitto. Messo alle strette, Ibushi minaccia la vita di Sakura per impedire che i due si avvicinino, ma Naruto decide di sostituirsi a Sakura per salvare la sua vita. Ibushi accetta, ma le conseguenze per Naruto sono molto gravi: Kakashi e Sakura proseguono oltre, e notano che Ibushi è morto e che lo spirito del Grande Burattino ha preso il controllo di Naruto, quindi tocca a Kakashi e Sakura rinsavirlo e liberarlo dallo spirito. Questo si insedia però nel corpo di Ibushi per alcuni secondi, e tramite il suo vessillo, il Grande Burattino viene finalmente resuscitato, e nello scontro che segue manda allo stremo Naruto, Sakura e Kakashi, che perde persino i sensi costringendo Sakura a curarlo. Per fortuna, Neji e Shikamaru intervengono per aiutare Naruto, e il primo, con il suo Byakugan, non sembra vedere niente all'interno del corpo del Grande Burattino. A quel punto, Naruto lancia un Rasengan, ma mentre gli va addosso a un lato, esce da un lato, e tuttavia una delle 5 Sfere dello Spirito si rivela nel Grande Burattino, mentre le altre 4 si disperdono intorno a loro. Naruto, Neji e Shikamaru, nonostante la difficoltà nell'indebolire le Sfere e l'altra faccia del Grande Burattino, riescono a vincere. In quel momento, il tempio crolla e tutti sono costretti a scappare.
Kakashi, ormai guarito, consegna le Sfere dello Spirito a Tsunade, anche se rimpicciolite nella (probabilmente) vera forma. Tsunade conosce qualcuno che potrebbe essere in grado di sbarazzarsi delle Sfere, e così, il giorno dopo, Naruto, Kakashi e Sakura si riuniscono in una montagna, dove Naruto lancia via le Sfere, prima che i tre si preparino per un'altra avventura.

## Sopravvivenza
La Modalità Sopravvivenza è un'altrà novità del gioco rispetto al capitolo precedente. Le sfide sono di grado da D a S, come le missioni.
1. Sconfiggi tutta la banda Genin.
2. Sconfiggi la banda Chunin.
3. Sconfiggi i banditi.
4. Sconfiggi le marionette.
5. Sconfiggi uno dopo l'altro Sakura, Sasuke, Naruto e Kakashi.
6. Sconfiggi uno dopo l'altro Choji, Shikamaru, Neji, Rock Lee e Gai.
7. Snonfiggi le coppie Shikamaru-Choji e Sakura-Sasuke.
8. Sconfiggi le coppie Neji-Rock Lee e Naruto-Kakashi.
9. Sconfiggi le scimmie ed una mantide gigante.
10. Sconfiggi le marionette giganti(boss dei livelli:6-7-8).
11. Sconfiggi uno dopo l'altro Kankuro, Gaara, Kisame ed Itachi.
12. Sconfiggi le coppie Gaara-Kankuro ed Itachi-Kisame.

Inoltre, completando tutte le sopravvivenze con uno specifico personaggio, si potrà sbloccare una Chip Abilità propria.
Ogni sfide deve essere finita in un arco di tempo che va da 3 a 6 minuti, e se il tempo scade la missione fallirà. Anche se non si riceverà Virtù si potrà ricevere una quantità discreta di Ryo.

## Missioni
Le missioni sono in tutto 46 e naturalmente sono divise in gradi di difficoltà da D a S. Finite tutte e 46 le missioni si sbloccherà la saga Kakashi.

## Piastra abilità
La piastra abilità permette ai giocatori di aumentare le proprie abilità inserendo chip nella lamina. Solo Kisame Hoshigaki e Itachi Uchiha non godono di questa modalità. Si può equipaggiare la costosa Chip Chakra infinito(80.000 ryo), per rendere più facili le battaglie. Le chip vuote possono essere inserite quando ci sono degli spazi vuoti e quando ci sono tutti i 5 tipi di Chip (Marziali, Magie, Speciali, Proprie e Vuote) si potrà accedere ad almeno uno dei 3 livelli di potenziamento bonus, ottenibili in maggioranza di chip tra Marziali, Magie e Speciali.
1. Attacco Marziali +50% (in maggioranza di Chip Marziali)
2. Attacco Magia +50% (in maggioranza di Chip Magia)
3. Salute e Chakra +50 (in maggioranza di Chip Speciali)

## Livello +
Durante la Storia o le missioni, i personaggi possono raccogliere delle sfere gialle, le Virtù, come nel capitolo precedente, solo che Naruto non sarà più il solo che prenderà le Virtù, bensì qualunque personaggio che prenderà le proprie virtù aumenterà le proprie. Le Virtù possono essere spese in questa modalità per far aumentare Salute, Chakra, Attacco e Difesa Marziali ed Attacco e Difesa Magia. Solo Itachi e Kisame non godono di questa modalità.

## Negozio
Qui il giocatore potrà comprare Chip Abilità, vendere oggetti preziosi, comprare medicine, razioni o doppi ed espandere la lamina abilità.

## Personaggi giocabili
- Naruto Uzumaki
- Kakashi Hatake[1]
- Sakura Haruno[1]
- Rock Lee[2]
- Shikamaru Nara[3]
- Neji Hyuga[4]
- Choji Akimichi[5]
- Kankuro
- Gaara[6]
- Gai Maito[7]
- Sasuke Uchiha[8]
- Kisame Hoshigaki[9][10]
- Itachi Uchiha[9][10]